# Magnus Backes
Magnus Backes (geboren am 17. September 1930 in Köln; gestorben am 21. Mai 2019 in Wiesbaden) war ein Kunsthistoriker und Denkmalpfleger. Von 1983 bis 1991 leitete er in der Nachfolge von Werner Bornheim gen. Schilling und Hartmut Hofrichter als dritter Landeskonservator das Landesamt für Denkmalpflege des Bundeslandes Rheinland-Pfalz in Mainz.

## Leben

### Herkunft und Ausbildung
In Köln geboren, besuchte Magnus Backes zunächst ein Gymnasium in Bonn, bevor er an der dortigen Rheinische Friedrich-Wilhelms-Universität ein Studium der Kunstgeschichte und Archäologie aufnahm. 1957 wurde er bei Heinrich Lützeler mit der Arbeit Julius Ludwig Rothweil, ein rheinisch-hessischer Barockarchitekt zum Dr. phil. promoviert, seine Dissertation zudem mit dem Paul-Clemen-Stipendium prämiert.

### Werdegang
Im Anschluss an Studium und Promotion fand Backes von 1958 bis 1961 als Kustos auf der Marksburg Beschäftigung, die sich im Eigentum der Deutschen Burgenvereinigung befindet. Diese Jahre beeinflussten sein weiteres Leben, aber auch Wirken als Denkmalpfleger nachhaltig: Lernte er auf der Marksburg, der einzigen über die Jahrhunderte unzerstört gebliebenen Höhenburg am Mittelrhein, doch nicht nur seine spätere Ehefrau kennen, die er 1960 heiratete und mit der er zwei Töchter bekam. Über die Arbeit mit diesem Denkmal entschied „sich wohl sein Berufsweg, mit den Denkmälern der Geschichte direkt und praktisch umzugehen und sie den Menschen zu verdeutlichen, verständlich zu machen und sie nicht zuletzt auch für die nachfolgenden Generationen zu erhalten.“ Zur Marksburg publizierte er in der Folge mehrfach, teils in höheren Auflagen.
In den Folgejahren bis 1964 war Magnus Backes mit kunsthistorischer Arbeit für den Beltzer-Verlag und im Besonderen die Dehio-Vereinigung betraut. Sein wichtigstes Werk aus dieser Zeit ist die Ausgabe Hessen aus der durch Georg Dehio begründeten und durch Ernst Gall fortgeführten Reihe des Handbuches der deutschen Kunstdenkmäler.

### Denkmalpfleger
1964 trat er schließlich als wissenschaftlicher Mitarbeiter in das Landesamt für Denkmalpflege Rheinland-Pfalz ein. Anfänglich Angestellter, stieg er dort zum Konservator und letztlich bis zum Oberkonservator auf, bevor er 1973 an das Bayerische Landesamt für Denkmalpflege in München wechselte. Als „Gebietsreferent, Abteilungsleiter und Vertreter des Generalkonservators“ erfuhr er dort nicht nur tiefergehendes zum fränkischen Kulturkreis, sondern auch zu den Fertigkeiten eine Abteilung zu führen. Erfahrungen, die ihm nach seiner Berufung zum neuen Landeskonservator von Rheinland-Pfalz durch den damaligen Kultusminister Georg Gölter zum 1. Januar 1983 von Nutzen sein würden.
Während seiner bis zum 30. Juni 1991 währenden Amtszeit wuchs seine Dienststelle bei gleichzeitigen Umstrukturierungen hin zu einer Dezentralisierung auf zeitweise bis zu 160 Mitarbeiter.
Neben seiner dienstlichen Betätigung, während der er unter anderem ein Finanzierungsmodell zum Start der Denkmaltopographie in Rheinland-Pfalz entwickelte, gehörte Magnus Backes auch zahlreichen Organisationen, Vereinigungen und Körperschaften an. War ihm doch die äußere Reputation ebenso wichtig, wie die „innere Festigung“ und der Ausbau des von ihm geleiteten Amtes. So ist zu nennen seine mehrjährige Vizepräsidentschaft im deutschen Nationalkomitee von ICOMOS. Auf Ebene der UNESCO vertrat er die Bundesrepublik Deutschland während der in Australien stattfindenden Gespräche betreffend der Aufnahme des Speyerer Doms und der Residenz zu Würzburg (1981) in die Liste des Weltkulturerbes.
Auf Backes, der auch Lehrverpflichtungen an die Fachhochschulen in Koblenz, Augsburg und an die Bayerische Verwaltungsschule erhielt, ging auch die Initiative zur Gründung des Instituts für Steinkonservierung für Hessen, Rheinland-Pfalz und das Saarland zurück.

## Schriften (Auswahl)
- Julius Ludwig Rothweil, ein rheinisch-hessischer Barockarchitekt (= Studien zur deutschen Kunstgeschichte. Band 317). Heitz, Baden-Baden, Strasbourg 1959, S. 4 (Digitalisat bei Heidelberger historische Bestände – digital).
- Hessen. Handbuch der deutschen Kunstdenkmäler, Deutscher Kunstverlag, Berlin 1966 (2. Aufl. 1975, ISBN 3-422-00309-6).
- mit Hans Caspary und Norbert Müller-Dietrich: Die Kunstdenkmäler des Rhein-Hunsrück-Kreises (= Die Kunstdenkmäler von Rheinland-Pfalz. Sechster Band in zwei Teilen) Hrsg. Werner Bornheim gen. Schilling, Deutscher Kunstverlag, Berlin/München 1977, ISBN 3-422-00551-X.